# Vatra Moldoviței
Vatra Moldoviței is een Roemeense gemeente in het district Suceava. Vatra Moldoviței telt 4608 inwoners.
In de gemeente ligt het Moldovițaklooster waarvan de kloosterkerk op de Werelderfgoedlijst van UNESCO staat als een van de beschilderde kerken in Moldavië.